# Dragalina
|  | Per a altres significats, vegeu «Dragalina (desambiguació)». |

Una dragalina és una excavadora que s'utilitza per a excavar i dragar, generalment de grans dimensions i que s'empra especialment en obres d'enginyeria civil i mineria per a moure quantitats grans de terra o d'altres materials. Acostumen a ser automotrius.

## Parts
La dragalina està formada per les següents parts:
- Carcassa giratòria. És la part principal pel fet d'albergar el motor. Una plataforma metàl·lica serveix de fixació per al motor i tots els seus elements auxiliars, i l'eix de gir del braç de càrrega. També alberga la cabina de comandament on seu l'operari.

- Tren de rodatge. Estructura metàl·lica de gran resistència i pes. La seva missió és suportar el pes de la carcassa i transmetre els esforços del braç al terra. Munta mecanismes de transmissió de gir per tal de maniobrar les cadenes motrius de tipus eruga.

- El braç mòbil. Suporta dos sistemes de cables i politges. És articulat en la seva base.
- Sistema de gir del braç en un pla vertical. Funciona amb un tambor giratori amb el cable enrotllat. El gir fa un efecte de variació de l'angle d'inclinació del braç, segons el sentit de gir.
- Sistema de cables tensors de la pala. Cables horitzontals i verticals. Determinen el moviment de descens, d'arrossegament i d'aixecament de la pala.

- La pala carregadora. Està subjecta verticalment al braç principal i horitzontalment a l'estructura principal a través de cables i cordes. Efectua l'acció de dragat. Té un pes i un volum de càrrega d'àrid proporcional a les dimensions físiques i potència del motor de la màquina dragadora.

## Procés de dragat
Durant el procés d'excavació, la pala carregadora se situa sobre el lloc on es vol excavar. L'angle d'inclinació del braç determina l'inici de la trajectòria de la pala. Es destensen els cables horitzontal i vertical. Llavors després del contacte s'arrossega la pala per recollir la càrrega tensant les cordes horitzontals. Un cop carregada, la pala es puja tensant el cable vertical. La carcassa i el braç giren horitzontalment cap al lloc de descàrrega on, un cop aconseguit es deixen anar les cordes inferiors permetent la caiguda del material per obertura d'una comporta.

## Tipus de motor
La majoria de dragalines mineres no són alimentades amb gasoil com la majoria d'equips miners. El seu consum d'energia de l'ordre de diversos megawatts és tan gran que tenen una connexió directa a la xarxa d'alta tensió amb tensions d'entre 6,6 i 22 kV. Una dragalina típica que pesa entre 4.000 i 6.000 tones, amb una pala de 55 metres cúbics, pot utilitzar fins a 6 megawatts durant les operacions normals de cava.